# Geresdi-dombvidék
Geresdi-dombvidék este o arie protejată (arie specială de conservare — SAC, sit de importanță comunitară — SCI) din Ungaria întinsă pe o suprafață de 6.567,4 ha, integral pe uscat.

## Localizare
Centrul sitului Geresdi-dombvidék este situat la coordonatele 46°11′26″N 18°34′07″E / 46.190556°N 18.568611°E.

## Înființare
Situl Geresdi-dombvidék a fost declarat sit de importanță comunitară în mai 2004 pentru a proteja 1 specie de plante și 15 specii de animale. Situl a fost protejat și ca arie specială de conservare în februarie 2010.

## Biodiversitate
Situată în ecoregiunea panonică, aria protejată conține 12 habitate naturale: Păduri ilirice de stejar și carpen (Erythronio-Carpinion), Pajiști aluvionare inundabile, de Cnidion dubii, Păduri de fag Luzulo-Fagetum, Păduri panonice cu Quercus pubescens, Liziere de ierburi înalte hidrofile de câmpie și de nivel montan până la alpin, Păduri ilirice de Fagus sylvatica (Aremonio-Fagion), Păduri pe pante, grohotișuri și ravene de Tilio-Acerion, Pajiști stepice subpanonice, Pajiști uscate seminaturale și facies de acoperire cu tufișuri pe substraturi calcaroase (Festuco-Brometalia) (* situri importante pentru orhidee), Fânețe de joasă altitudine (Alopecurus pratensis, Sanguisorba officinalis), Păduri aluvionare cu Alnus glutinosa și Fraxinus excelsior (Alno-Padion, Alnion incanae, Salicion albae), Păduri panonice-balcanice de stejar turcesc - stejar sesil.
La baza desemnării sitului se află mai multe specii protejate:
- plante (1): sisinei (Pulsatilla grandis)
- amfibieni (2): buhai de baltă cu burta roșie (Bombina bombina), izvoraș-cu-burta-galbenă (Bombina variegata)
- mamifere (3): liliac cârn (Barbastella barbastellus), liliac cu urechi mari (Myotis bechsteinii), liliac comun (Myotis myotis)
- nevertebrate (10): croitorul mare al stejarului (Cerambyx cerdo), Cordulegaster heros, fluturele de noapte (Eriogaster catax), Hypodryas maturna, Isophya costata, rădașcă (Lucanus cervus), fluturele purpuriu (Lycaena dispar), croitorul cenușiu al stejarului (Morimus funereus), Rosalia alpina, Vertigo angustior

Pe lângă speciile protejate, pe teritoriul sitului au mai fost identificate 1 specie de nevertebrate.